# Federación fenicia

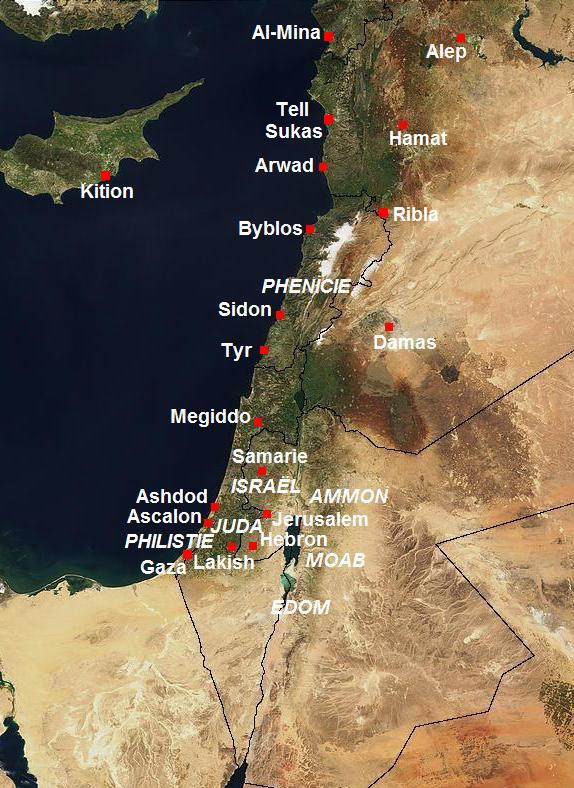
Mapa de la región de Fenicia

La federación fenicia estaba formada por la unión dentro del Imperio aqueménida de las ciudades de Tiro, Sidón y Arvad, con su centro en la entonces recién fundada ciudad de Trípoli. Se originó después del final del imperio neobabilónico y de la liberación de los judíos cautivos en Babilonia tras el decreto de Ciro el Grande del año 537 a. C.
La unión política se mantuvo hasta el sitio de Tiro (332 a. C.), y fue crucial en aquel momento para permitir el proceso que dio lugar a la colonización fenicia en el ámbito del Mediterráneo.
Por entonces ya se estableció una distinción entre los fenicios orientales y los fenicios occidentales. Los cartagineses aprovecharon la conquista de toda Fenicia por Nabucodonosor II en el 602 a. C. para controlar las colonias fenicias en el Mediterráneo occidental en la primera mitad del siglo VI a. C., especialmente después de la batalla de Alalia. De esta manera, el mundo fenicio quedó dividido en dos, lo que se hizo evidente tras las dos batallas perdidas contra Grecia: la batalla de Salamina y la batalla de Hímera (480 a. C.).
Después de la conquista de Alejandro Magno y durante la helenización, Cartago fue adquiriendo su carácter distintivo que perduraría hasta la época de las Guerras Púnicas, bastante ecléctico si se compara con el origen de los fenicios.